# Indústrias Reunidas Fábricas Matarazzo
As Indústrias Reunidas Fábricas Matarazzo (IRFM) foram não apenas o maior conglomerado industrial da América Latina, mas também um dos maiores e mais influentes grupos empresariais do mundo em seu apogeu. Fundado em 1891 como Companhia Matarazzo S.A. pelo imigrante italiano Francesco Matarazzo e formalmente reestruturado como IRFM em 1911 por decreto presidencial, este colosso empregou mais de 30.000 pessoas em seu auge, representando cerca de 6% da população ativa da cidade de São Paulo** na década de 1930.
A trajetória das IRFM é um estudo de caso emblemático da industrialização do Brasil no século XX, da acumulação de capital no país e da complexa dinâmica das grandes fortunas e impérios familiares. Em seu apogeu, o conglomerado detinha a quarta maior renda bruta do Brasil, sendo superada apenas por entidades estatais como o Governo Federal, o Departamento Nacional do Café e o Estado de São Paulo. O visionário fundador, Francesco Matarazzo, transcendeu a figura do empresário, tornando-se o homem mais rico do país e um dos cinco mais ricos do mundo, com um patrimônio estimado em mais de 20 bilhões de dólares em valores atualizados.
A singularidade das IRFM residia em sua estratégia de integração vertical levada ao extremo, operando em mais de 350 empresas que abrangiam uma gama impressionante de setores: desde frigoríficos, metalúrgicas, têxteis, químicas e de bebidas, até companhias de navegação, ferrovias, portos, estaleiros, geração de eletricidade, bancos, cosméticos, imóveis e agricultura. O lema da empresa, Fides, Honor, Labor (Fé, Honra, Trabalho), refletia os valores que Francesco Matarazzo buscava imprimir em seu vasto domínio.
Após a morte do fundador em 1937, o império foi comandado por seu filho, Francisco Matarazzo Júnior, conhecido como "Conde Chiquinho", por quatro décadas, período de notável expansão, mas também de uma estagnação estratégica que culminaria no declínio. A partir dos anos 1970, o conglomerado entrou em uma espiral descendente, culminando em um pedido de concordata no final dos anos 1980, sob a gestão de Maria Pia Matarazzo, neta do fundador, e a subsequente falência. Embora o império tenha se desfeito, seu legado permanece vivo nas marcas icônicas como as massas Petybon e o sabonete Francis, bem como nas imponentes estruturas arquitetônicas que ainda hoje marcam a paisagem de diversas cidades brasileiras, servindo como testemunhos silenciosos de um colosso que ajudou a forjar a modernidade industrial do Brasil.

## Contexto Histórico e Econômico: O Brasil do Início do Século XX
Para compreender a ascensão meteórica das Indústrias Matarazzo, é fundamental situá-las no contexto do Brasil do final do século XIX e início do século XX. O país vivia um período de profundas transformações: o fim da escravidão (1888), a Proclamação da República (1889) e, especialmente, o auge da economia cafeeira em São Paulo. O café gerava um fluxo de capital sem precedentes, atraindo imigrantes europeus em massa e impulsionando o desenvolvimento de infraestrutura, como ferrovias e portos, essenciais para a exportação.
A mão de obra imigrante, em sua maioria italiana, trazia consigo não apenas força de trabalho, mas também conhecimentos técnicos, disciplina e uma mentalidade empreendedora. Nesse cenário de efervescência econômica e social, a incipiente industrialização brasileira encontrava solo fértil. A Primeira Guerra Mundial (1914-1918) e, posteriormente, a Crise de 1929, seriam catalisadores inesperados para a indústria nacional, ao dificultarem as importações e forçarem a substituição de produtos estrangeiros. Matarazzo soube, com genialidade ímpar, navegar por essas águas turbulentas, transformando crises em oportunidades e consolidando sua posição como o maior industrial do país.

## O Fundador: Francesco Matarazzo e a Gênese de um Império (1854-1911)

### De Castellabate a Sorocaba: A Formação de um Patriarca e o Espírito Pioneiro
Nascido em 9 de março de 1854 em Castellabate, uma pitoresca comuna na província de Salerno, no sul da Itália, Francesco Antonio Maria Matarazzo era o primogênito de nove filhos de Costabile Matarazzo, um respeitado advogado e proprietário de terras, e Mariangela Jovane. Sua origem, embora não abastada, era de uma família com alguma estabilidade econômica e considerável prestígio local, o que lhe proporcionou uma base de capital inicial e uma rede de contatos que o diferenciou de muitos imigrantes mais pobres. Aos 27 anos, em 1881, impulsionado por uma grave crise econômica que assolava a Itália e vislumbrando novas oportunidades no Novo Mundo, Francesco Matarazzo emigrou para o Brasil, desembarcando no Porto de Santos com sua esposa e alguns pertences.
Sua chegada ao Brasil, embora com certa fortuna inicial (uma tonelada de banha de porco destinada à venda), foi marcada por um revés. Um acidente no desembarque fez com que sua carga inicial fosse perdida no mar, um desafio que, em vez de desmotivá-lo, apenas reafirmou seu espírito resiliente. Ele não se fixou imediatamente na capital paulista; sua primeira parada foi Sorocaba, uma escolha estratégica reveladora de sua acuidade comercial. Àquela época, Sorocaba era um vibrante entroncamento comercial e o maior centro de comércio de gado do estado de São Paulo, ponto nevrálgico da economia agrícola e pecuária paulista e porta de entrada para o interior em expansão. Essa localização privilegiada o posicionou no coração das rotas de suprimento e escoamento de produtos, um mercado que ele rapidamente aprenderia a dominar.

### A Banha, a Mula e o Gambito Geopolítico: Primeiros Passos Estratégicos
O primeiro empreendimento de Matarazzo em Sorocaba foi uma modesta casa de secos e molhados. Contudo, seu olhar aguçado para o mercado e sua capacidade de identificar nichos de lucro logo o levaram a uma oportunidade fundamental: a produção e comercialização de banha de porco. Este produto, essencial na culinária e conservação de alimentos da época, representava uma demanda constante e lucrativa. Em 1883, apenas dois anos após sua chegada, Matarazzo montou uma pequena fábrica de banha em Sorocaba. Em um gesto que demonstrava seu ímpeto e controle sobre a cadeia de suprimentos, ele mesmo, no lombo de uma mula, percorria a região comprando suínos diretamente dos produtores, garantindo assim matéria-prima de qualidade e a preços competitivos. Esse controle inicial sobre a origem dos insumos seria a semente de sua futura e colossal filosofia de integração vertical.
Sua notável acuidade estratégica e visão macroeconômica foram demonstradas de forma espetacular em 1898, durante a eclosão da Guerra Hispano-Americana. Enquanto a maioria dos comerciantes brasileiros se preocupava com a interrupção iminente do fornecimento de farinha de trigo dos Estados Unidos para o Brasil, Matarazzo agiu com audácia e previsão. Antecipando a escassez e o inevitável aumento de preços, ele fretou navios e importou massivamente o produto da vizinha Argentina, que não seria afetada pelo conflito. Por um período significativo, Francesco Matarazzo tornou-se, praticamente, o único fornecedor de farinha no país, monopolizando o mercado e consolidando seu primeiro grande capital. Esta manobra de mestre não apenas solidificou sua fortuna, mas também revelou uma sofisticada compreensão da intrínseca interação entre geopolítica e mercados, uma habilidade que seria a marca registrada de seu sucesso e a base para a construção de um império.

### O Salto para São Paulo e a Alvorada da Integração Vertical
Em 1890, capitalizando o capital acumulado e a experiência em Sorocaba, Matarazzo transferiu sua base de operações para a crescente metrópole de São Paulo, que se consolidava rapidamente como o motor industrial e financeiro do Brasil. No ano seguinte, 1891, um marco definitivo em sua trajetória, ele fundou, em parceria com seus irmãos Giuseppe e Luigi, a Companhia Matarazzo S.A.. Embora inicialmente uma empresa de importação de farinha e algodão dos Estados Unidos, já contava com 41 acionistas minoritários, principalmente italianos, demonstrando a confiança que Matarazzo já inspirava no nascente mercado financeiro brasileiro.
A virada decisiva ocorreu em 1900. Convencido da necessidade imperativa de controlar a produção desde a origem, Matarazzo obteve um vultoso crédito junto ao prestigiado banco inglês The London and Brazilian Bank (posteriormente Bank of London and South America) para construir um moderno moinho em São Paulo. O local escolhido foi a Rua Monsenhor Andrade, no estratégico bairro do Pari, próximo ao centro e às vias de acesso. O Moinho Matarazzo, como passou a ser chamado, não era apenas uma fábrica; era a **maior unidade industrial da cidade de São Paulo àquela época**, com uma capacidade impressionante para processar 2.500 sacos de farinha por dia, cada um pesando 44 quilos.
Logo em seguida, Francesco decidiu fabricar também as latas de embalagem para seus produtos, abrindo uma metalúrgica. Mantendo-se fiel à prática de investir em diversos ramos da cadeia produtiva, criou uma tecelagem de algodão, a partir da seção de sacaria do moinho. Cada etapa do processo produtivo era meticulosamente internalizada, desde a matéria-prima (adquirida em suas próprias fazendas) até o produto final, com o objetivo implacável de reduzir custos, otimizar a eficiência e, crucialmente, eliminar a dependência de fornecedores externos. Essa lógica implacável foi resumida em seu célebre lema: “O bom negócio se faz na compra, e não na venda” – uma máxima que encapsula a genialidade e a voracidade de seu modelo de negócios e que seria replicada em dezenas de outros setores ao longo das décadas seguintes.
Em 1911, com a multiplicação de suas unidades e a diversificação de seus negócios, Francesco Matarazzo consolidou seu império sob uma única e poderosa estrutura corporativa, a sociedade anônima Indústrias Reunidas Fábricas Matarazzo (IRFM). A autorização formal para operar no Brasil veio por decreto presidencial, solidificando o status e a influência do grupo. O lema oficial adotado, Fides, Honor, Labor (Fé, Honra, Trabalho), não era apenas um adorno; projetava uma imagem cuidadosamente construída de retidão moral, ética e trabalho árduo, valores que eram cruciais para a legitimação do capital industrial e da nova burguesia no cenário social e político brasileiro da época.

## O Colosso: Estrutura, Escala e Apogeu das IRFM (1911-1940)
Sob a liderança ferrenha e a visão onipresente de Francesco Matarazzo, as IRFM expandiram-se exponencialmente, alcançando seu apogeu nas décadas de 1920 e 1930. Esse período marcou a consolidação do conglomerado como uma força econômica sem paralelo no Brasil.

### O Modelo de Integração Vertical: Uma Economia Autocontida
No seu auge, as IRFM não eram apenas um grupo de empresas; eram um ecossistema econômico quase autônomo, uma "nação" dentro da nação brasileira. O conglomerado, composto por mais de 350 empresas, operava em dezenas de setores que abrangiam praticamente toda a cadeia produtiva e de consumo: desde alimentos (farinhas, massas, óleos, laticínios, biscoitos, açúcar, café solúvel, carne enlatada), têxteis (fiação, tecelagem, confecções, tinturaria), produtos químicos (sabonetes, celofane, ácidos, adubos, inseticidas, tintas, vidros), metalurgia (latas, embalagens, estruturas metálicas), até a produção de bebidas (vinhos, licores, cachaças), navegação (frota própria para importação e exportação de matérias-primas e produtos), ferrovias (ramais internos e frota de vagões para transporte de carga), portos (cais próprios), estaleiros, geração de eletricidade (usinas próprias para suprir suas fábricas), bancos (com sua própria instituição financeira, a Banca Italiana del Brasile, fundada em 1905), cosméticos, e até mesmo um forte braço imobiliário e agrícola.
A estratégia de integração vertical era levada ao extremo, beirando a autossuficiência absoluta. Exemplos práticos dessa verticalização ilustram sua magnitude e a lógica por trás dela: o bagaço da cana de açúcar de uma de suas usinas alimentava as caldeiras de outra fábrica; os caroços de algodão resultantes da tecelagem eram processados para produzir óleo vegetal e sabão; a madeira de suas vastas florestas era beneficiada em suas serrarias para fabricar caixotes e embalagens, que por sua vez eram transportados em seus próprios navios e trens. Essa autonomia conferia um poder de mercado imenso, permitindo à Matarazzo controlar custos, prazos e qualidade de forma quase inigualável, minimizando a dependência de fornecedores externos e a flutuação de preços. Esse modelo, embora inovador e eficiente para a época, gerou um gigante insular e intrinsecamente inflexível, cuja rigidez e aversão à especialização se tornariam uma vulnerabilidade fatal em um futuro mercado globalizado e dinâmico.

### Os Parques Industriais: Cidades dentro da Cidade e a Marca na Paisagem Urbana

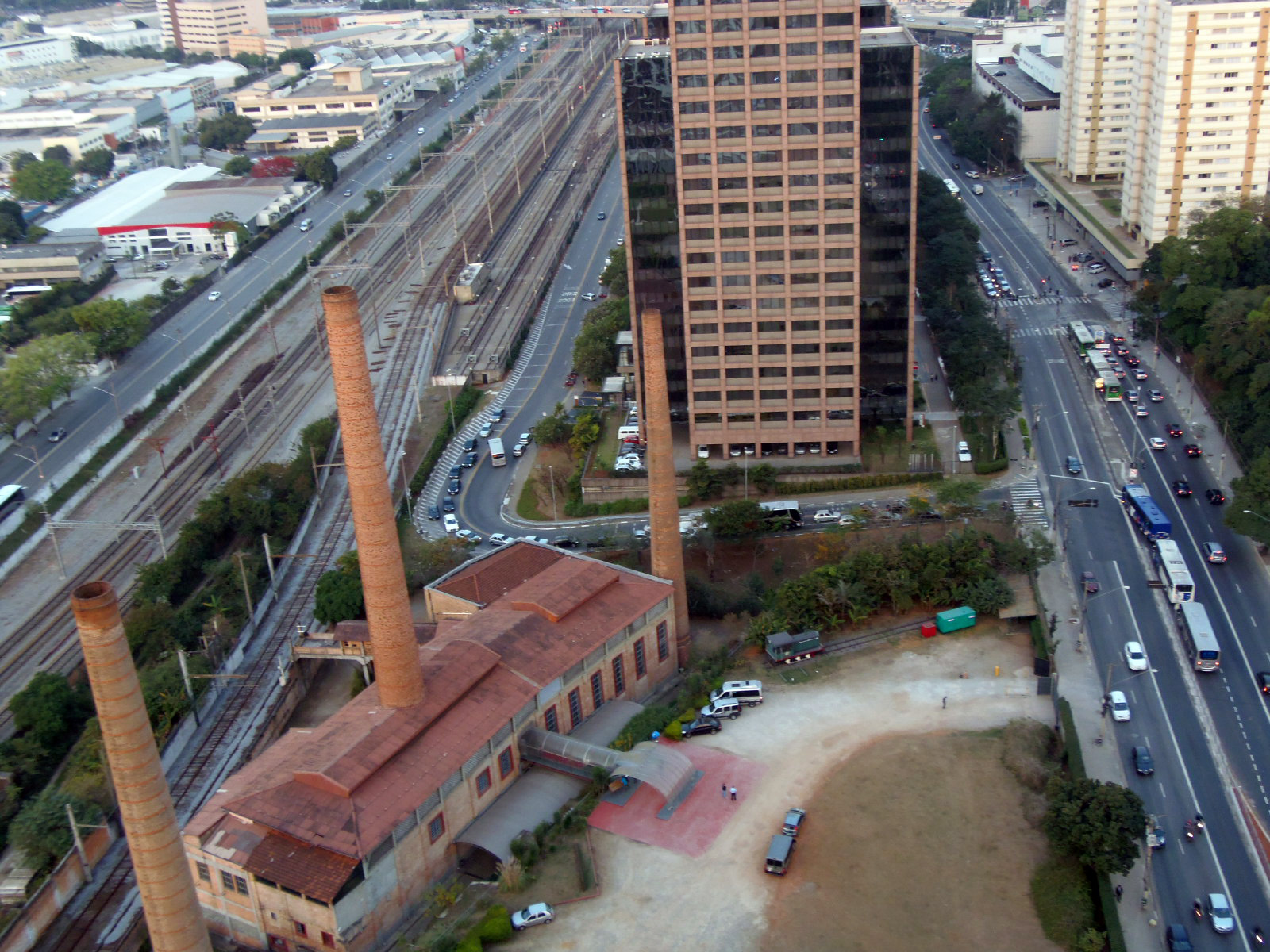
Casa das Caldeiras, na região da Água Branca, parte do antigo maior complexo industrial da América Latina.

A filosofia de Matarazzo não se restringia aos balancetes; ela se materializava em gigantescos **parques industriais** que se tornaram verdadeiros ícones da industrialização paulista e marcos urbanos inconfundíveis, demonstrando o gigantismo e a autossuficiência do império.
- Parque Industrial da Água Branca (1920): Inaugurado em uma vasta área de 100.000 m² no bairro da Água Branca, na Zona Oeste de São Paulo, este foi o primeiro e maior complexo industrial verticalizado do estado e, possivelmente, do Brasil. Caracterizava-se por suas imensas chaminés de tijolos, visíveis a centenas de metros de distância, que se tornaram um símbolo da pujança industrial da cidade. O complexo abrigava dezenas de fábricas interligadas de serraria, refinaria, destilaria, frigorífico, fábrica de carroças, de sabões, perfumes, adubos, inseticidas, velas, pregos, licores, entre outros. Tudo funcionava com a energia de uma usina própria, na Casa do Eletricista e na Casa das Caldeiras, os únicos edifícios remanescentes até os dias de hoje de todo o complexo industrial.[8][9] Para otimizar a logística, um ramal ferroviário particular, integrado meticulosamente ao projeto, garantia a eficiente entrada de matérias-primas e a saída de produtos acabados, um feito de engenharia e planejamento para a época.

- Complexo de São Caetano do Sul (a partir de 1912): Este complexo tornou-se o centro nevrálgico do império no que tange à indústria química, sendo pioneiro na produção de raiom (seda artificial) no Brasil. Em um exemplo clássico do paternalismo empresarial, para abrigar a vasta mão de obra necessária, foi construída a Vila Matarazzo, uma verdadeira cidade operária com moradias, escolas, postos de saúde, comércios e infraestrutura. Essa iniciativa, embora promovesse o bem-estar dos trabalhadores, também criava, na realidade, uma forte dependência dos operários em relação à empresa, atrelando a vida do empregado à empresa e desestimulando a organização sindical.

- Expansão Nacional: A capilaridade do império Matarazzo estendeu-se por todo o território brasileiro, com unidades estratégicas que replicavam o modelo de eficiência e verticalização. Em Marília (SP), um complexo industrial inaugurado em 1937, beneficiava algodão e arroz, chegando a empregar cerca de 400 funcionários e contribuindo significativamente para o desenvolvimento do então jovem município, conhecido como a "capital da Alta Paulista". Esta unidade também possuía acesso particular à linha férrea. Outros exemplos incluem moinhos em Antonina (PR), unidades em Jaguariaíva (PR), onde a família mantinha um palacete, e fábricas em João Pessoa (PB), Cataguases (MG), São Bernardo do Campo (SP), Santa Luzia (MG), Ribeirão Preto (SP), Rio Claro (SP) e Iguape (SP). Cada uma dessas unidades, independentemente de sua localização, replicava o modelo de eficiência e, sempre que possível, de verticalização que era a marca registrada do grupo, demonstrando a dimensão nacional do império.

### Faturamento e Influência: Um "Quinto Poder" no Brasil
Durante os anos 1930, período de seu apogeu, as Indústrias Reunidas Fábricas Matarazzo tinham um faturamento e um alcance colossais, a ponto de seus produtos estarem presentes no dia a dia de quase todos os brasileiros, de norte a sul. A receita bruta da IRFM era menor apenas do que a do Governo Federal, do Departamento Nacional do Café (entidade reguladora da principal commodity brasileira) e do Estado de São Paulo. Essa posição privilegiada no cenário econômico brasileiro conferia a Francesco Matarazzo e seu império um poder e uma influência que muitos historiadores e economistas consideram análogos a um "quinto poder" no país, capaz de influenciar políticas públicas, legislação e até mesmo as relações trabalhistas.
Em 1937, no auge de seu poder e prestígio, faleceu Francesco Matarazzo, o visionário que construiu esse império do nada. Deixou para seus herdeiros não apenas uma vasta fortuna, estimada como a quinta maior do mundo na época (cerca de 20 bilhões de dólares em valores atualizados), mas também um legado de empreendedorismo, inovação e um modelo de negócios que marcou a história econômica brasileira.

## O Segundo Reinado: Francisco Matarazzo Júnior e a Era da Estagnação Disfarçada (1937-1977)
Com a morte do patriarca em 1937, um evento que marcou o fim de uma era singular de construção e consolidação, o comando do vasto império Matarazzo passou para seu filho, Francisco Matarazzo Júnior, carinhosamente conhecido como "Conde Chiquinho" ou "Chiquinho Matarazzo". Ele lideraria o grupo por longos quarenta anos, um período que, paradoxalmente, seria de aparente expansão e, ao mesmo tempo, de profunda estagnação estratégica que pavimentaria o caminho para o declínio. A sucessão, contudo, não foi tranquila. O herdeiro originalmente designado e preferido do fundador, Ermelino Matarazzo, havia falecido prematuramente em um acidente automobilístico em 1932, um golpe trágico para a dinastia. A escolha de Chiquinho gerou profundos atritos familiares e disputas internas veladas por poder e participação acionária, que consumiriam recursos financeiros e energias gerenciais, tendo consequências devastadoras a longo prazo para o conglomerado.

### O Paradoxo da Expansão e a Incapacidade de Adaptação
Externamente, a gestão de Chiquinho deu continuidade à política de expansão e diversificação que caracterizava o império. Ele construiu e inaugurou novas fábricas em setores emergentes, como química, alimentos processados e álcool. Dentre os novos produtos e divisões, destacavam-se celulose, celofane, biscoitos, margarina vegetal, sulfeto de carbono, óleo de mamona, inseticidas e novos laticínios. Na década de 1960, a diversificação continuou com a abertura de fábricas de perlon, fibras sintéticas, laminados plásticos e até fibra de café solúvel.
Contudo, essa aparente demonstração de vigor e crescimento mascarava uma crescente fragilidade estrutural e uma profunda inércia estratégica. A estratégia de diversificação, que havia sido a chave do sucesso do fundador em mercados nascentes e com pouca concorrência, tornou-se, nas mãos de Chiquinho, um erro crítico. Ela diluiu o capital, fragmentou o foco gerencial e, crucialmente, colocou as IRFM em confronto direto com a chegada de empresas multinacionais especializadas, dotadas de tecnologia de ponta, modelos de gestão profissional e estratégias de marketing agressivas, algo que a Matarazzo, com sua mentalidade antiquada, não conseguia replicar.
A gestão de Francisco Matarazzo Júnior foi marcada por uma aderência excessiva e inflexível ao modelo de verticalização total, em um mundo pós-guerra que evoluía rapidamente e exigia especialização, modernização e foco no consumidor. Enquanto o mercado se sofisticava, as IRFM permaneceram presas a uma lógica de produção em massa e autossuficiência que já não era competitiva. Um dos erros mais graves e prejudiciais foi a descapitalização sistemática da empresa para comprar as participações de membros da família descontentes ou que desejavam se desvincular do grupo. Esse sangramento constante do caixa, em vez de ser investido em inovação tecnológica, modernização de equipamentos ou pesquisa e desenvolvimento, minava a base financeira do conglomerado, deixando-o vulnerável. O símbolo máximo dessa falta de visão e resistência à modernidade foi a lendária recusa ao convite direto do presidente Juscelino Kubitschek para se associar à Volkswagen na instalação de uma montadora de automóveis no Brasil, um convite que oferecia uma oportunidade de ouro para diversificação em um setor estratégico e de alto crescimento. Essa decisão, em retrospectiva, selou o destino de um império que não soube se reinventar.
Em 1969, as Indústrias Reunidas Fábricas Matarazzo registraram seu primeiro balanço negativo, um sinal inequívoco de que o colosso industrial tornara-se um dinossauro: imenso em sua escala, mas irremediavelmente lento, rígido e incapaz de se adaptar para sobreviver no novo e voraz ecossistema competitivo que emergia. Preocupado com os abalos recentes, Chiquinho chegou a contratar a consultoria internacional Deloitte para reverter os rumos, mas as recomendações não foram totalmente implementadas, ou já era tarde demais. O legado de Chiquinho foi, portanto, o de um "não-legado" de adaptação, uma era de oportunidades perdidas e de obsolescência programada.

## O Fator Humano: Trabalho, Paternalismo e Exploração sob a Égide Matarazzo
A relação das Indústrias Reunidas Fábricas Matarazzo com sua vasta força de trabalho era complexa e multifacetada, oscilando entre um paternalismo calculado e, em alguns casos, uma exploração sistemática, revelando as tensões e contradições inerentes ao processo de industrialização brasileira. A empresa, por um lado, cultivava uma imagem de benfeitora, investindo em iniciativas que, à primeira vista, visavam o bem-estar de seus empregados.
Nas cidades, um dos pilares desse paternalismo eram as **vilas operárias**. A mais conhecida, a Vila Matarazzo em São Caetano do Sul, e a Vila dos Ingleses em São Paulo, são exemplos notáveis. Elas ofereciam moradias de baixo custo, escolas para os filhos dos operários, postos de saúde, armazéns e, por vezes, até mesmo espaços de lazer. Essa prática, enquanto projetava uma imagem de benevolência e cuidado social por parte da empresa, criava, na realidade, uma forte dependência dos operários em relação à Matarazzo. Ao ter a casa atrelada ao emprego, a possibilidade de mobilidade e, crucialmente, de organização sindical era drasticamente reduzida. O trabalhador se via em uma "cidade" onde o empregador era também o provedor de tudo, minando qualquer tentativa de contestação ou reivindicação autônoma por melhores condições de trabalho ou salários.
Contudo, uma realidade mais brutal e menos visível existia em suas vastas propriedades rurais, que eram a base do fornecimento de matérias-primas agrícolas para o império. Um estudo sociológico aprofundado sobre a Fazenda Amália, em Santa Rosa de Viterbo (SP), revelou um sistema que beirava a "semisservidão". Nesses domínios rurais, trabalhadores, incluindo frequentemente **mulheres e crianças**, enfrentavam jornadas de trabalho exaustivas, condições precárias e uma ausência quase total de direitos trabalhistas. O pagamento, em muitos casos, era feito através de vales ou "notas" internas (conhecido como truck system), que só podiam ser trocados por produtos nos armazéns da própria fazenda. Esse sistema criava um ciclo vicioso de servidão por dívida, impossibilitando que os trabalhadores acumulassem dinheiro ou se libertassem da dependência da fazenda. Para evitar a organização de movimentos de contestação ou o surgimento de lideranças, os trabalhadores eram deliberadamente alojados em seções rurais isoladas, dificultando a comunicação entre eles e, consequentemente, qualquer tentativa de articulação ou resistência coletiva. A Fazenda Amália, assim, serve como um microcosmo das contradições do império Matarazzo: progresso industrial e riqueza imensa, mas construídos sobre as bases de um sistema de trabalho que, em suas margens, ecoava práticas análogas à escravidão.

## A Queda: Maria Pia Matarazzo e a Dissolução do Império (1977-1990)
O ano de 1977 marcou o início do capítulo final da saga Matarazzo, quando Maria Pia Esmeralda Matarazzo, neta do fundador e uma figura com visão e formação gerencial moderna (tendo estudado em universidades americanas), assumiu a presidência aos 32 anos de idade. Ela herdou um império que não estava apenas em declínio, mas que se assemelhava a um gigante cambaleante, sobrecarregado por dívidas crescentes, estruturas obsoletas, diversificação excessiva e uma mentalidade de gestão familiar que já não se encaixava na nova e complexa realidade econômica. As Indústrias Reunidas Fábricas Matarazzo ainda eram o maior conglomerado empresarial do país, mas sua base estava corroída.
Com a urgência de quem via o precipício se aproximar, Maria Pia tentou implementar uma reforma profunda e ambiciosa, visando concentrar os negócios nos setores que ainda apresentavam alguma viabilidade — papel, química e álcool — e desinvestir nas áreas que já eram um fardo. Ela iniciou uma rigorosa reforma administrativa e a desativação de antigas unidades que eram deficitárias. Em 1981, em um movimento simbólico da nova direção e um claro sinal de encolhimento, todo o grandioso setor têxtil da IRFM, um dos pilares históricos do império, foi vendido para a empresa Cianê.
Contudo, as reformas propostas por Maria Pia foram sistematicamente sabotadas e enfrentaram obstáculos intransponíveis. Disputas de poder internas na família, com parentes relutantes em abrir mão de seus privilégios, da influência que o nome Matarazzo ainda conferia e da mentalidade patrimonialista, criaram uma resistência ferrenha às mudanças. A isso se somou um cenário econômico brasileiro de extrema instabilidade, caracterizado por altas taxas de inflação, juros estratosféricos e crises sucessivas que agravaram dramaticamente a situação de um grupo já "combalido por dívidas crescentes". Entre 1981 e 1983, a situação piorou exponencialmente. A disputa de Maria Pia com os irmãos pela gestão e a arrecadação em queda livre, motivada por seguidos abalos na economia e pela inércia dos gestores anteriores, selaram o destino do conglomerado.
Em 1983, o grupo tentou fazer um acordo de concordata com 27 empresas credoras para evitar a falência, mas a ação foi suspensa pela justiça após dois anos devido à inviabilidade da recuperação. Afundada em dívidas vultosas devido a empréstimos não saldados com bancos estatais como Banco do Brasil, BNDES e Caixa Econômica Federal, as IRFM tiveram vários prédios penhorados, incluindo todo o icônico parque industrial da Água Branca. Em 1990, todo o complexo químico, localizado em São Caetano do Sul, foi desativado, marcando o fim de uma era industrial no Grande ABC. Após dois anos, com a IRFM à beira da falência, Maria Matarazzo, em um gesto que encerrou definitivamente o controle familiar, abriu mão do controle das principais empresas do grupo que ainda restavam, como as Cerâmicas Matarazzo, Matarazzo Papéis e Matarazzo Embalagens. Em 2013, a penúltima fábrica remanescente, a de papel, foi fechada em São Paulo, simbolizando o fim prático de um legado industrial secular.

## Legado e Memória: A Presença Persistente de um Gigante Caído
O legado das Indústrias Reunidas Fábricas Matarazzo é um testemunho da grandiosidade e complexidade da industrialização brasileira, mas também um lembrete melancólico da efemeridade dos impérios. Sua memória, contudo, persiste em diferentes dimensões, do concreto de suas fábricas e edificações ao imaginário coletivo de suas marcas, que transcenderam a própria falência do grupo.

### O Legado em Pedra e Ruína: A Preservação de um Patrimônio Industrial e Cultural
O destino das vastas propriedades industriais do grupo ilustra de forma eloquente o conflito perene entre a preservação da memória histórica e a incessante pressão do mercado imobiliário em cidades em expansão, especialmente em São Paulo.
- Complexo da Água Branca: Talvez o mais emblemático dos confrontos. Em 1986, enquanto a massa falida da empresa se movia para demolir o gigantesco parque industrial na Água Branca, o Condephaat (Conselho de Defesa do Patrimônio Histórico, Arqueológico, Artístico e Turístico do Estado de São Paulo) interveio, realizando o tombamento do conjunto, reconhecendo sua importância histórica. Iniciou-se uma batalha legal e social acirrada, com a empresa, em um ato de desafio e urgência financeira, chegando a demolir parte dos pavilhões antes que a medida de proteção fosse plenamente efetivada. O resultado dessa luta foi a preservação das estruturas mais icônicas, como a monumental Casa das Caldeiras, que hoje é um vibrante centro cultural, palco de eventos, exposições e shows, e as imponentes chaminés, que continuam a pontuar o horizonte paulistano como marcos de uma era industrial. As ruínas do complexo, que se misturam a áreas verdes, são um forte lembrete da pujança e do posterior declínio.

- Mansão Matarazzo: A opulenta residência da família na Avenida Paulista, um símbolo da riqueza, poder e vida social da dinastia, foi palco de uma das mais polêmicas batalhas de tombamento da história de São Paulo. Apesar dos esforços de preservacionistas e da mobilização da sociedade civil para sua manutenção, a mansão foi demolida em 1989, cedendo lugar à especulação imobiliária. Em seu local, hoje se ergue o moderno Shopping Cidade São Paulo, um contraste arquitetônico e simbólico que representa a transformação urbana e a substituição do patrimônio histórico pelo dinamismo comercial. Este episódio é frequentemente citado como um exemplo da dificuldade de conciliar o desenvolvimento urbano com a preservação da memória.

- Hospital Umberto I (Hospital Matarazzo): O histórico hospital filantrópico, carinhosamente conhecido como Hospital Matarazzo, erguido com a beneficência da família para atender a comunidade imigrante italiana, teve um destino diferente e mais feliz. Após anos de abandono e degradação, foi objeto de um ambicioso projeto de revitalização e transformação no complexo de luxo Cidade Matarazzo. O empreendimento, que inclui hotéis de luxo, lojas de grife, restaurantes, galerias de arte, cinema e teatro, buscou integrar a história e a arquitetura originais do século XX com novas funcionalidades e uma proposta de uso contemporânea, oferecendo um exemplo notável de como o patrimônio pode ser adaptado e ressignificado no século XXI.

- Ruínas e Centros Culturais em Outras Cidades: O legado físico da Matarazzo não se restringe a São Paulo. Em Antonina (PR), as imponentes ruínas de antigas instalações fabris abrigam, de forma insólita e quase museológica, uma coleção de carros de luxo abandonados que pertenceram à família, um verdadeiro museu a céu aberto da decadência e do tempo, atraindo curiosos e fotógrafos. Em contraste, em cidades como Presidente Prudente (SP), as antigas instalações das Indústrias Matarazzo foram compradas pelo poder público municipal e transformadas em um vibrante Complexo Cultural, com museu, teatro, coreto, igreja, centro de exposições, salas de exibição e atividades educativas, servindo como um polo de memória e efervescência artística e educacional para as comunidades locais.[11] Similarmente, em Jaguariaíva (PR), as antigas instalações também se tornaram um importante ponto de referência histórica e cultural. Em Rio Claro (SP), o Shopping Center Rio Claro foi construído no local da Fábrica Têxtil Matarazzo da década de 1930, que funcionou até os anos 60 e depois foi ocupada pela Cianê antes de ser abandonada. Já em Iguape (SP), ruínas remanescentes da unidade local também compõem parte da memória industrial da região.

### O Legado no Comércio: Marcas Icônicas que Resistiram ao Tempo
Enquanto o colossal império industrial ruiu sob o peso das dívidas e da inadaptação, os ativos intangíveis — as marcas construídas e consolidadas na mente de gerações de consumidores brasileiros — provaram ser surpreendentemente mais resilientes e longevas do que o próprio conglomerado que as gerou. A força do marketing e a qualidade dos produtos fizeram com que essas marcas sobrevivessem ao colapso.
- Petybon: Criada em 1937 com o objetivo de produzir massas de alta qualidade, a marca Petybon rapidamente se tornou um ícone do consumo brasileiro, com seu slogan memorável "Petybon, o macarrão da mamma" ecoando nos lares do país por décadas. Após o colapso das IRFM, a Petybon foi um dos primeiros ativos a ser vendido, sendo adquirida pela Santista Alimentos em 1986. Desde 2003, a marca pertence à J.Macêdo, uma das maiores empresas de alimentos do Brasil, que continua a investir em sua modernização e expansão de portfólio, garantindo sua presença nas prateleiras e na memória afetiva dos consumidores, com uma linha diversificada de massas e biscoitos.

- Francis: Lançado em 1972, o sabonete Francis representou uma incursão estratégica no segmento de luxo no mercado brasileiro de higiene pessoal, um movimento de diversificação que, nesse caso, se mostrou bem-sucedido. Seu nome, uma homenagem direta e carinhosa ao fundador, Francesco Matarazzo, conectava a marca à tradição e qualidade da família. Foi um dos últimos ativos de peso a ser vendido no processo de desmobilização do grupo, passando pelo Grupo Bertin até chegar à Flora, uma das empresas do conglomerado J&F. Hoje, a marca Francis foi amplamente modernizada e expandida, oferecendo uma linha completa de produtos para cuidados pessoais que inclui sabonetes líquidos, desodorantes e hidratantes, mantendo-se relevante em um mercado altamente competitivo e provando que o valor de uma marca pode transcender a vida de sua criadora. Outras marcas como "Farinha Lili", "Óleo Sol Levante" e "Sabonete Savage" também são lembradas, embora não tenham tido a mesma longevidade de Petybon e Francis sob novas administrações.

As Indústrias Reunidas Fábricas Matarazzo, com sua ascensão meteórica e sua queda ruidosa, deixaram um legado multifacetado e indelével na história do Brasil. Elas representam um capítulo fundamental na história econômica do país, a personificação de um modelo de industrialização e de um tipo de empresário que, embora não isento de contradições e de um controle férreo sobre seus trabalhadores, foi decisivo para moldar a nação no século XX. A Matarazzo é, portanto, muito mais do que uma empresa que existiu; é uma narrativa viva sobre o poder, a ambição, a inovação e as inexoráveis leis da adaptação e da mudança que continuam a ecoar na paisagem urbana e na memória coletiva brasileira.